# SNX4
SNX4‏ (Sorting nexin 4) هوَ بروتين يُشَفر بواسطة جين SNX4 في الإنسان.

## الوظيفة
يُشفِّر هذا الجين عضوًا من عائلة النيكسينات المصنفة. تحتوي أعضاء هذه العائلة على نطاق الفوكس (PX)، وهو نطاق ربط الفوسفوإينوزيتيد، ويشارك في النقل داخل الخلايا. يرتبط هذا البروتين بالنمط الإسوي الطويل لمستقبل اللبتين، وبكينازات التيروزين المُستقبلية لعامل النمو المشتق من الصفائح الدموية، والأنسولين، وعامل النمو البشروي في مزارع الخلايا، ولكن وظيفته غير معروفة. قد يُشكِّل هذا البروتين مُركَّبات أوليغوميرية مع أعضاء العائلة.

## التفاعل
لقد ثبت أن SNX4 يتفاعل مع BIN1.